# 浜四郷村
浜四郷村（はましごうむら）は福井県坂井郡にあった村。現在の坂井市の九頭竜川河口左岸および福井市小尉町・砂子田町・昭和新町にあたる。

## 地理
- 海洋 ： 日本海
- 河川 ： 九頭竜川

## 歴史
- 1889年（明治22年）4月1日 - 町村制の施行により、西野中村、山岸村、下野村、黒目村、沖野々村、米納津村、横越村、砂子田村、藤瀬村、円納村及び小尉村の区域をもって、浜四郷村が発足する。
- 1957年（昭和32年）1月1日 - 浜四郷村が分割して、大字横越、大字下野、大字西野中、大字山岸、大字黒目、大字米納津及び大字沖野々の区域が三国町に、大字小尉、大字円納、大字藤瀬及び大字砂子田の区域が川西村に編入する。